# Chikkayarahalli, Pandavapura
Chikkayarahalli là một làng thuộc tehsil Pandavapura, huyện Mandya, bang Karnataka, Ấn Độ.